# Oratorio della Dottrina Cristiana
L'Oratorio della Dottrina Cristiana è un oratorio in stile rococò di Roma,  che si trova all'angolo di Via della Conciliazione con il vicolo del Campanile, nel rione Borgo, a destra della chiesa di Santa Maria in Traspontina.

## Storia

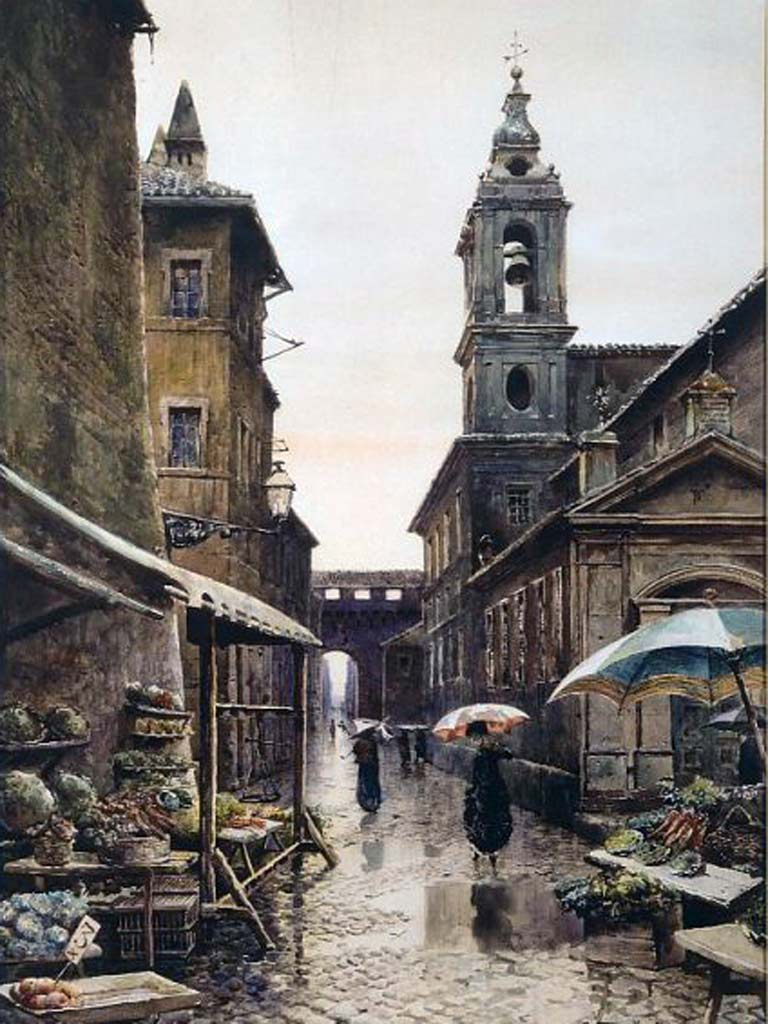
Acquarello di Ettore Roesler Franz (1880) che mostra il vicolo e l'oratorio.

Questo piccolo oratorio fu costruito tra il 1714 e il 1715 dal cardinale Giuseppe Sacripante, che accettò l'idea del parroco Gioacchino Maria Oldo di creare un'istituzione dedicata all'istruzione religiosa degli abitanti di Borgo. Incaricò il suo architetto personale, Nicola Michetti, di realizzare l'edificio. La facciata è coronata da un frontone triangolare con tre estremità basse oltre ad un architrave sopra il portale, che risale alla fine del XVIII secolo. Vi è un'iscrizione con le seguenti parole: "Non cesses fili audire doctrinam" ("Figlio, non smettere di ascoltare la dottrina").

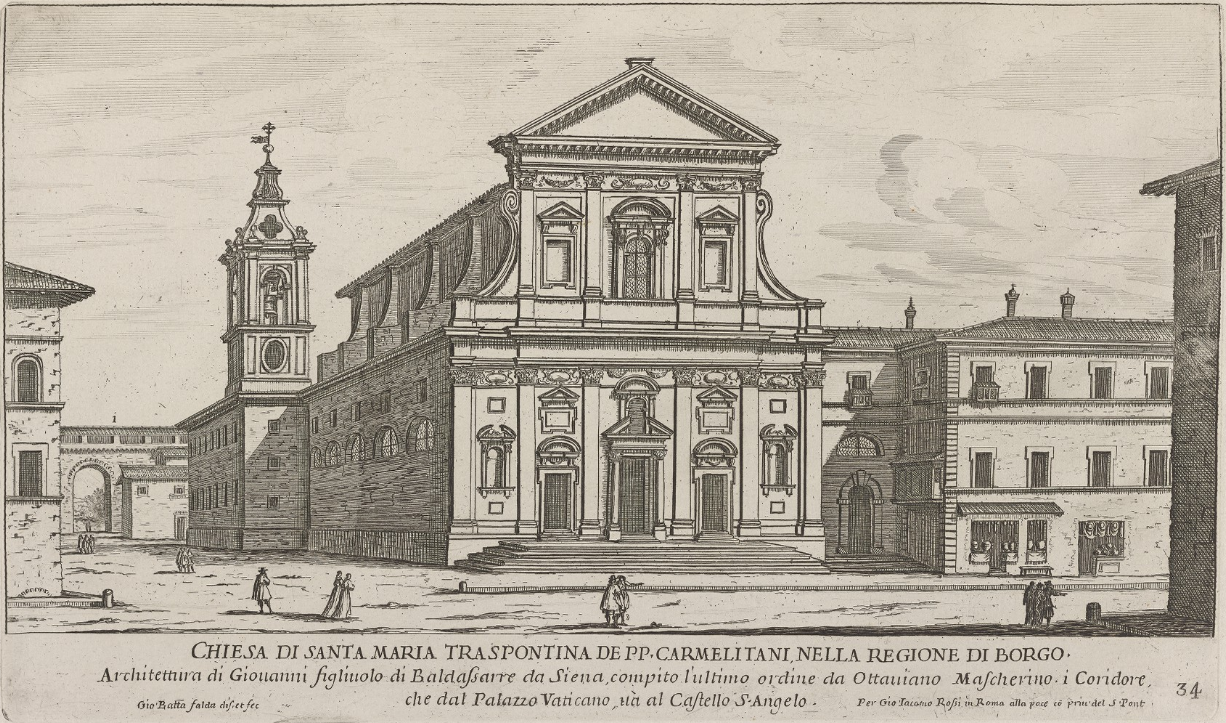
Incisione di Giovanni Battista Falda (1667-1669): l'oratorio non era ancora stato costruito, il che permette di visualizzare la forma stretta e allungata dell'edificio della chiesa.

L'interno è rettangolare con una navata lunga e stretta, coperta da volta a botte e terminante con un'abside semicircolare.
La decorazione interna presenta opere di Giovanni Conca:  alle pareti ("Sacra Famiglia e Santi", "Morte di San Giuseppe", "Santa Maria Maddalena dei Pazzi" e "Crocifissione")  e sul soffitto ("Vergine con Bambino e Santi" ). La pala dell'altare maggiore è "Gesù che insegna" di Luigi Garzi. C'è anche l'"Apoteosi di Sant'Alberto" di Carlo Maratta.
La chiesa oggi è gestita dai Carmelitani Scalzi e utilizzata per incontri e per l'insegnamento del catechismo.